# Pere Fuset i Tortosa
Pere Fuset i Tortosa (València, 16 de juliol de 1982) és un polític valencià, regidor de Compromís a l'Ajuntament de València des de 2015. Així mateix, des de juny de 2015 és president executiu de la Junta Central Fallera. Des de l'1 de gener de 2023 és el portaveu de Compromís a l'Ajuntament de València.

## Biografia
Va estudiar Sociologia a la Universitat de València. En novembre del 2000 va crear el portal web Valencianisme.com. Des del web va impulsar campanyes com la que va reclamar el retorn de la selecció valenciana de futbol o pel reconeixement de la doble denominació «valencià/català» per a la llengua en l'àmbit internacional. També va impulsar el desaparegut Diari Parlem.
És militant del Bloc Nacionalista Valencià i Compromís. Entre 2005 i 2008, va ser secretari general del Bloc Jove, la branca juvenil del BLOC. i també ha estat portaveu nacional. A les eleccions municipals de març de 2011, Pere Fuset va ser el número 5 de la candidatura de Compromís per València, i en setembre de 2011 va ser elegit candidat al Senat per la Coalició Compromís-Q per a les eleccions generals espanyoles de 2011, en les quals va rebre 78.573 vots. Actualment és el representant de Compromís al Consell Rector de la Junta Central Fallera. En novembre de 2014 va anunciar que es presentaria a les primàries obertes de Compromís per València, en les quals va ser el candidat més votat. A les eleccions municipals de 2015 va ser triat regidor a l'Ajuntament de València, i va ser elegit regidor de cultura festiva i portaveu del grup Compromís a l'ajuntament de la capital.
El 2020 va apartar-se del càrrec degut a la mort d'un operari durant la preparació d'un concert el 2017 als Vivers de València. El desembre de 2022 fou absolt i l'1 de gener de 2023 recuperà el seu càrrec de portaveu de Compromís.
Va ser reelegit regidor a la llista encapçalada per Joan Ribó a les eleccions municipals de 2023.